# Adona
Adona est une municipalité du comté de Perry, dans l'État de l'Arkansas aux États-Unis.

## Démographie
| 1920 | 1930 | 1940 | 1950 | 1960 | 1970 |
| ---- | ---- | ---- | ---- | ---- | ---- |
| 241  | 200  | 218  | 194  | 154  | 204  |

| 1980 | 1990 | 2000 | 2010 | - | - |
| ---- | ---- | ---- | ---- | - | - |
| 230  | 146  | 187  | 209  | - | - |